# Oides maculata
Oides maculata es una especie de insecto coleóptero de la familia Chrysomelidae.
Fue descrita científicamente en 1807 por Olivier.